# 红锑矿
红锑矿是一种锑的天然矿物，化学组成为Sb2S2O，是辉锑矿（Sb2S3）不完全氧化的产物。矿石呈樱桃红、深红至黑色。
历史上红锑矿曾被用于做红色颜料，但因其毒性，现已不再使用。

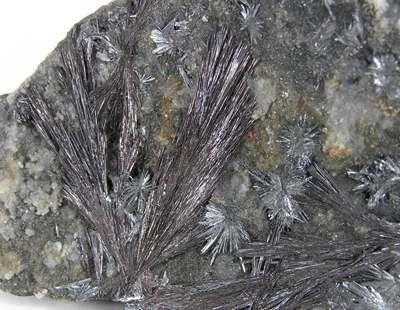
生长于大块硫化物基质上的红锑矿针状结晶，单晶长4cm，深红色，有光泽。产自斯洛伐克布拉迪斯拉发州佩济诺克的喀尔巴阡山脉。